# Hermann Kluge (Schriftsteller)
Hermann Kluge (* 11. März 1832 in Ehrenhain; † 25. April 1914 in Altenburg) war ein deutscher Schriftsteller, Bibliothekar und Lehrer.

## Leben
Als Sohn eines Zimmermeisters geboren, besuchte Kluge das Herzogliche Friedrich-Gymnasium in Altenburg und studierte dann von 1851 bis 1853 Dank eines Stipendiums Evangelische Theologie in Jena, wo er insbesondere durch Karl August Hase geprägt wurde. Nebenbei machte er Sprachstudien philologischer, germanistischer, orientalischer Natur sowie in Sanskrit. Während seines Studiums wurde er 1851 Mitglied der Burschenschaft Arminia auf dem Burgkeller. Im Wintersemester 1853/54 studierte er Philologie in Heidelberg, 1854 in Leipzig. 1854 machte er sein erstes, 1856 sein zweites Theologieexamen, beide in Leipzig, wo er 1856 zum Dr. phil. promoviert wurde.
1856 wurde er Katechet an der Peterskirche in Leipzig und besuchte die Pädagogischen Seminare in Berlin, Köpenick, Münsterberg, Bautzen und Dresden. 1857 sollte er eigentlich an das Altenburger Lehrerseminar gehen, erhielt jedoch kurzfristig eine Stelle als Religionslehrer am Altenburger Friedrichsgymnasium. 1865 wurde er dort zum Professor für Religion ernannt. 1885 übernahm er provisorisch und dann von 1889 bis 1913 endgültig die Stelle als Direktor der Herzoglichen Privat- und Landesbibliothek in Altenburg. Er war auch als Verwalter des Herzoglichen Münzkabinetts, weshalb er sich mit Numismatik befasste und selbst ein Sammler von Autographen, Exlibris und Münzen wurde. Aufgrund eines Augenleidens musste er sein Amt später aufgeben.
Er war Mitglied und später Ehrenmitglied des Altenburger Kunstvereins sowie Mitglied der Literarischen Vereinigung Altenburg.

## Ehrungen
- 1893: Ernennung zum Hofrat
- 1900: Ernennung zum Geheimen Hofrat
- 1905: Ritterkreuz I. Klasse des Herzoglich Sachsen-Ernestinischen Hausordens
- 1909: Herzog-Ernst-Medaille
- 1910: Verdienstmedaille für Kunst und Wissenschaft in Gold mit Krone
- Ehrenmitglied der Deutschen Reichspartei

## Veröffentlichungen (Auswahl)
- De controversia, quae inter Erasmum Roterodamum atque Lutherum de libero suit arbitrio. Altenburg 1859.
- Die antike Tragödie in ihrem Verhältnisse zur modernen. Altenburg 1868.
- Über das Wesen des griechischen Accentes. Cöthen 1876.
- Auswahl deutscher Gedichte im Anschluß an die Geschichte der deutschen National-Literatur. Altenburg 1878, 22. Auflage 1936.
- Die Consecutio Temporum deren Grundgesetz und Erscheinungen im Lateinischen. Cöthen 1883.
- Themata zu deutschen Aufsätzen und Vorträgen. Für höhere Unterrichtsanstalten. Altenburg 1886, 21. Auflage 1931.
- Zur Entstehungsgeschichte der Ilias. Cöthen 1889.
- Plan der Iliaslektüre in zwei Jahreskursen. Leipzig 1891.
- Geschichte der deutschen National-Literatur. 58. Auflage, Altenburg 1937.